# 임피면
임피면(臨陂面)은 대한민국의 전북특별자치도 군산시에 설치된 면이다.

## 개요
임피면은 오랜 전통과 역사를 자랑하는 임피향교와 애향과 충절이 살아 숨쉬는 곳이며 해학과 풍자로 재치가 가득한 근대문학의 거장 채만식 선생의 고향이기도 하다. 또한 국도 27호선, 지방도 711, 718호선이 교차하는 지역으로 충청, 익산 등 사통팔달 교통의 분기점이며, 군산시 동부권의 축을 이루는 전주 생활 경제권의 중심지이다.

## 행정 구역
| 법정리 | 한자명 | 행정리 | 비고 |
| ------ | ------ | ------ | ---- |
| 읍내리 | 邑內里 |        |      |
| 축산리 | 鷲山里 |        |      |
| 미원리 | 米院里 |        |      |
| 보석리 | 寶石里 |        |      |
| 술산리 | 戌山里 |        |      |
| 월하리 | 月下里 |        |      |
| 영창리 | 永昌里 |        |      |